# Korp
För andra betydelser, se Korp (olika betydelser).
Korp, dialektalt även ramn (Corvus corax), är en stor, svart kråkfågel. Den återfinns över större delen av norra halvklotet och är den mest spridda av alla kråkfåglar. Det finns åtta underarter med liten variation i utseende, men med betydande genetiska skillnader. 
Korpen är en av de två största kråkfåglarna, jämte den afrikanska tjocknäbbade korpen, och troligen den tyngsta av alla tättingar. En adult korp är 54–67 centimeter lång och har ett vingspann på 115–130 centimeter. Korpar blir i naturen omkring 10 till 15 år, men livslängder på upp till 40 år har noterats. Unga fåglar lever ofta i mindre flockar, men senare i livet bildar de livslånga par. Varje par försvarar ett revir. 
Korpen har samexisterat med människor i tusentals år, och har i vissa områden varit så framgångsrik att den betraktas som ett skadedjur. En del av dess framgång beror på dess allsidiga kost. Korpar är extremt mångsidiga och opportunistiska när det gäller att hitta näringskällor. De livnär sig av as, insekter och matavfall, men även spannmål, bär, frukt och små djur. 
Kråkfåglar har i likhet med papegojor veckad hjärnbark vilket ger dem betydligt högre intelligens än andra fågelarter[källa behövs]. Det finns många observationer av avancerade problemlösningar hos denna art.  Under lång tid har den förekommit i religion, mytologi, folktro, konst och litteratur. I många kulturer, bland annat i Norden, forntida Irland och Wales, Bhutan och längs Nordamerikas nordvästkust är korpar och har varit (liksom amerikansk kråka) vördade som själsliga eller andliga väsen eller som gudaväsen, ofta relaterade till död.
Den är nationalfågel i konungariket Bhutan, samt både landskapsdjur och landskapsfågel i Dalsland.

## Etymologi

### Korp
Korp finns belagt i svenska språket sedan 1385, då som fornsvenska: korper, härrörande fornnordiska: korpr (jämför isländska: korpur), av ljudhärmande ursprung efter fågelns läte, liksom latin: corvus, corax, klassisk grekiska: κόραξ (kórăx). Då ordet saknas i andra germanska språk tycks ordet vara en nybildning i nordiska språket.

### Ramn
På äldre svenska kallades korp främst för ramn, även ramm, ram eller ravn, vilket än lever kvar regionalt, även i ovanliga sammansättningar som ramsvart (”svart som en korp”) eller nattramn, ett folktroväsen (jämför danska: natteravn, ”nattvandrare”), liksom vissa uttryck, såsom ligga för hund och ramn, ”lägga (vanligen ett lik) utan skydd för rovdjur och dylikt”, vidare som önska något i hund och ramn, ”önska något åt fanders” med mera. Dess kognata i de resterande nordiska språken är fortfarande vanligare jämte korp, såsom danska: ravn, norska: ravn, nynorska: ramn, isländska: hrafn, färöiska: ravnur. Ordet är även kognat med engelska: raven (anglosaxiska: hræfn), tyska: Rabe (fornhögtyska: hraban), nederländska: raaf (medelnederländska: rāve) med mera.
Formen ravn härrör fornsvenska: ravn, rafn, av fornnordiska: hrafn (jämför danska: ravn, norska: ravn, isländska: hrafn), medan formerna ramn, ramm och ram härrör fornsvenska: ramn, rampn, av fornnordiska: hramn (jämför nynorska: ramn), i sig av fornnordiska: hrafn, som i sin tur härrör urnordiska: ᚺᚨᚱᚨᛒᚨᚾᚨᛉ, hᵃraƀᵃnaʀ, belagt i språket sedan 500-talet på Järsbergsstenen, där första och tredje A:na torde vara epenteser och B:et ett V-liknande ljud såsom moderna grekiska β véta (/hrab͡vnaʀ/), av en äldre urgermansk form i stil med *hrabnaz, före den förhistoriska ljudförändringen kallad germanska ljudskridningen uttalad något i stil med /khropnos/, till stammen urindoeuropeiska *ḱorh₂-, troligen ljudhärmande.
Ramm har även gett upphov till flera namn på geografiska platser, exempelvis Ramsele, Ramberget och Ragunda kommun som tidigare hette Ravund. Dialektalt har den även kallats ”svartfågel” (svartfugl) och kung Salmon.

## Utseende och läte
En vuxen korp är 54–67 centimeter lång och har ett vingspann på 115–130 centimeter. De uppmätta extremerna hos adulta fåglar, viktmässigt, varierar från cirka 0,70 till 1,60 kilogram, vilket gör korpen till en av de tyngsta tättingarna. Fåglar från kallare områden som Himalaya och Grönland är i allmänhet större med något grövre näbbar, medan de från varmare områden är mindre med proportionellt mindre näbbar.
Näbben är mycket kraftig och något böjd. Korpen har en lång, starkt graderad stjärt, mestadels svart regnbågsskimrande fjäderdräkt och mörkbrun regnbågshinna. Halsfjädrarna är långsträckta och nackfjädrarnas baser är blekt brungråa. Ungfågelns dräkt är likartad, men mattare och ungfågelns regnbågshinna är blågrå.
Förutom genom den större storleken så skiljer sig korpen från andra kråkfåglar genom att ha en större och tyngre näbb och kilformig stjärt.
Korpar kan vara mycket långlivade, särskilt i fångenskap eller under skyddade förhållanden. Vid Towern har några individer levt i över 40 år. Livslängd i naturen är betydligt kortare. I Sverige är den högsta kända åldern för en ringmärkt korp drygt 18 år. Den högsta kända åldern för en ringmärkt vild korp är mer än 23 år.

### Läte

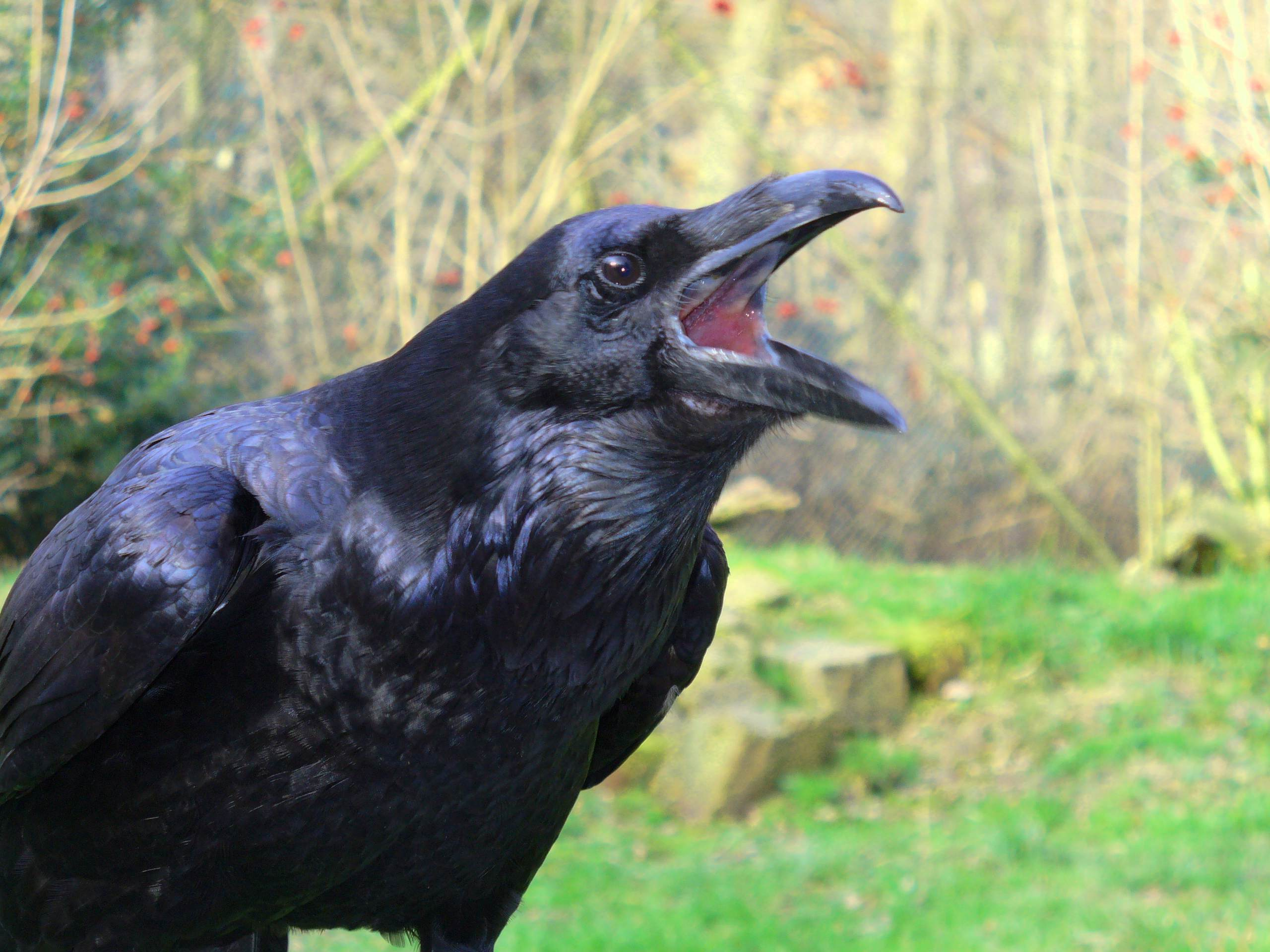
Korpen har ett karaktäristiskt skorrande, dovt läte, som gett den dess namn.

Arten har ett utpräglat, djupt, skorrande, dovt lockläte; korrp, som ofta upprepas 3–4 gånger, vilket är diagnostiskt och kan urskiljas från andra kråkfåglar även av en mer ovan fågelskådare. Deras mycket breda och komplexa lätesrepertoar innehåller ett högt, knackande krack-krack-krack, ett torrt, strävt kraa, ett lågt strävt rasslande och några läten som är näst intill musikaliska. 
Liksom andra kråkfåglar kan korpar härma ljud från sin omgivning, däribland mänskligt tal. De har en stor uppsättning läten, som är föremål för ornitologers intresse. Den tyske ornitologen Eberhard Gwinner genomförde viktiga studier i början av 1960-talet, och spelade in och fotograferade sina resultat i stor detalj.
Femton till trettio kategorier av läten har observerats hos denna art, av vilka de flesta används för social interaktion. Bland ropen finns varningsrop, jaktrop och flyktrop. Korpar gör även ljud på andra sätt än med rösten, som visslingar med vingarna och knäppningar med näbben. Klappning eller klickning har observerats oftare hos honor än hos hanar. Om en medlem av ett par försvinner, härmar den kvarvarande partnern den försvunna partnerns läten för att uppmuntra den att komma tillbaka.

## Utbredning

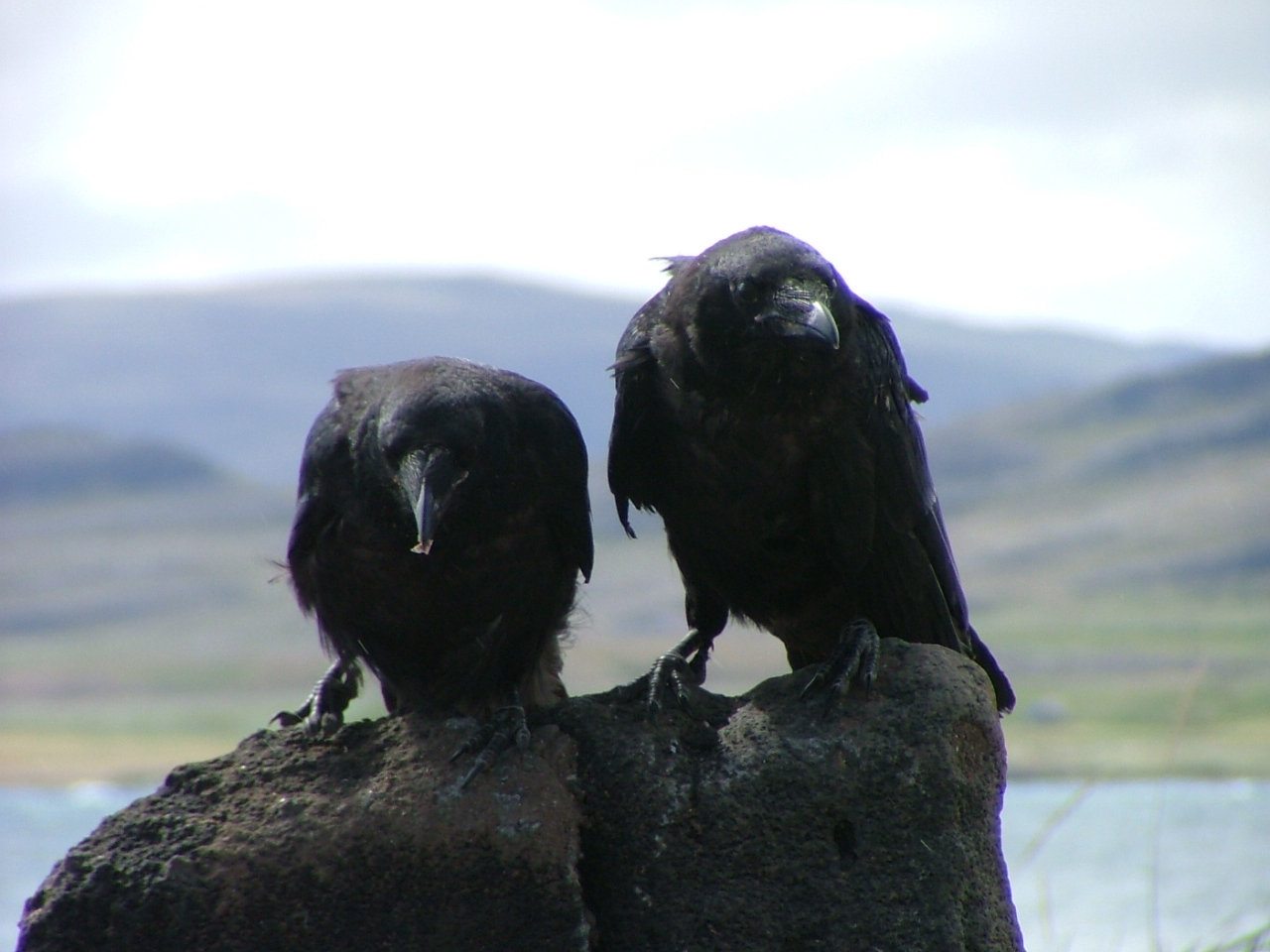
Två ungfåglar på Island.

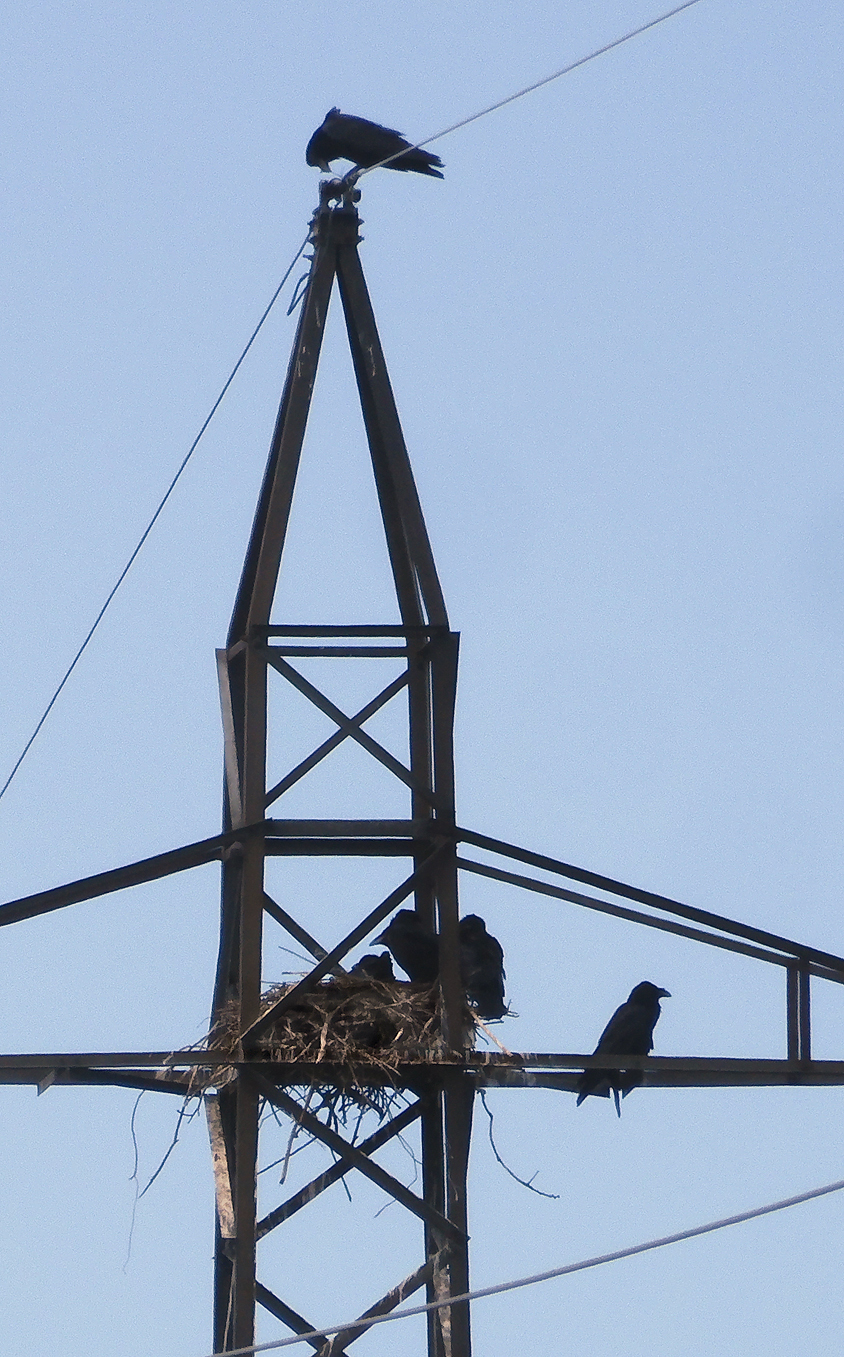
Ett par med tre-fyra ungar i toppen på en högspänningsstolpe i Ystad.

Korpar kan trivas i varierade klimat. Korpen är den art i släktet kråkor som har mest vittspridd utbredning. Den är utbredd över hela Holarktis från Arktis och tempererade områden i Nordamerika och Eurasien till öknarna i Nordafrika och till och med på några öar i Stilla havet. På Brittiska öarna är den vanligare i Skottland, norra England och västra Irland. I Tibet har den observerats på höjder upp till 5000 meter och så högt som 6350 meter på Mount Everest.
Förutom i arktiska områden är de i allmänhet stannfåglar. Ungfåglar kan sprida sig lokalt.
För underarternas utbredning se Taxonomi nedan.

### Utdöda populationer
Lokala populationer i främst Nordamerika som North Dakota, South Dakota, Nebraska, Kansas, Iowa, Missouri, Illinois, Indiana, Ohio, Alabama och South Carolina är utdöda, och likaså populationen i Jordanien. I delar av Europa, som Nederländerna, Belgien och Danmark har den varit utdöd, men återintroducerats.

#### Svartvit korp

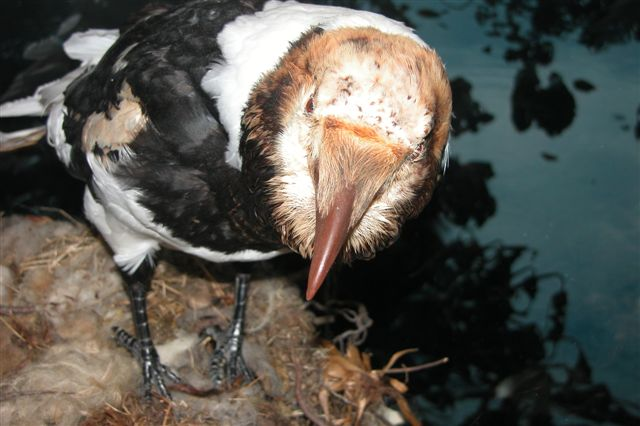
Uppstoppat exemplar eller replika av svartvit korp som finns på Føroya Náttúrugripasavn (Naturhistoriskt museum).

På Färöarna fanns en numera utdöd färgmorf av korp, som kallades svartvit korp (Corvus corax varius morpha leucophaeus) eller färöisk korp. Det var en ljus morf av den nordatlantiska underarten Corvus corax varius (som finns på Island och på Färöarna). Den ljusa morfen återfanns endast på Färöarna, där den kallades hvítravnur (vitkorp). Dess fjäderdräkt hade stora partier av vitt, speciellt på manteln, vingar, buken och stjärten och den hade smutsvitt huvud och brun näbb. I övrigt såg den ut som den mörka morfen (typicus). 
De äldsta beskrivningarna av fågeln kommer från kvädet Fuglakvæði eldra ("Den äldre balladen om fåglar") från 1400-talet, som beskriver ett 40-tal färöiska fåglar inklusive garfågel. På 1800-talet jagades den mycket hårt, men antalet ökade på 1890-talet.
I början av 1900-talet var färgmorfen extremt sällsynt och jakten intensifierades i och med att inflyttningen till Färöarna ökade. Från och med 1948 är denna ljusa morf förklarad som utdöd. Svartvit korp, som tidigare sågs som en egen art, är även känd som Corvus leucomelas, och Corvus leucocephalus, samt på 1700-talet även Corvus aeriphoenas.

### Korp i Sverige
Korpen har tidigare varit ovanlig i delar av Sverige, men under 1970-talet ökade den kraftigt och nu häckar korpen allmänt i hela Sverige. Fram till 1950-talet häckade merparten av landets population i Småland, norra Dalarna och inre Norrland. I många syd- och mellansvenska landskap hade arten utrotats, med några enstaka par på Stora Karlsö, vid Halle- och Hunneberg samt i västra väggar på Omberg.

## Systematik

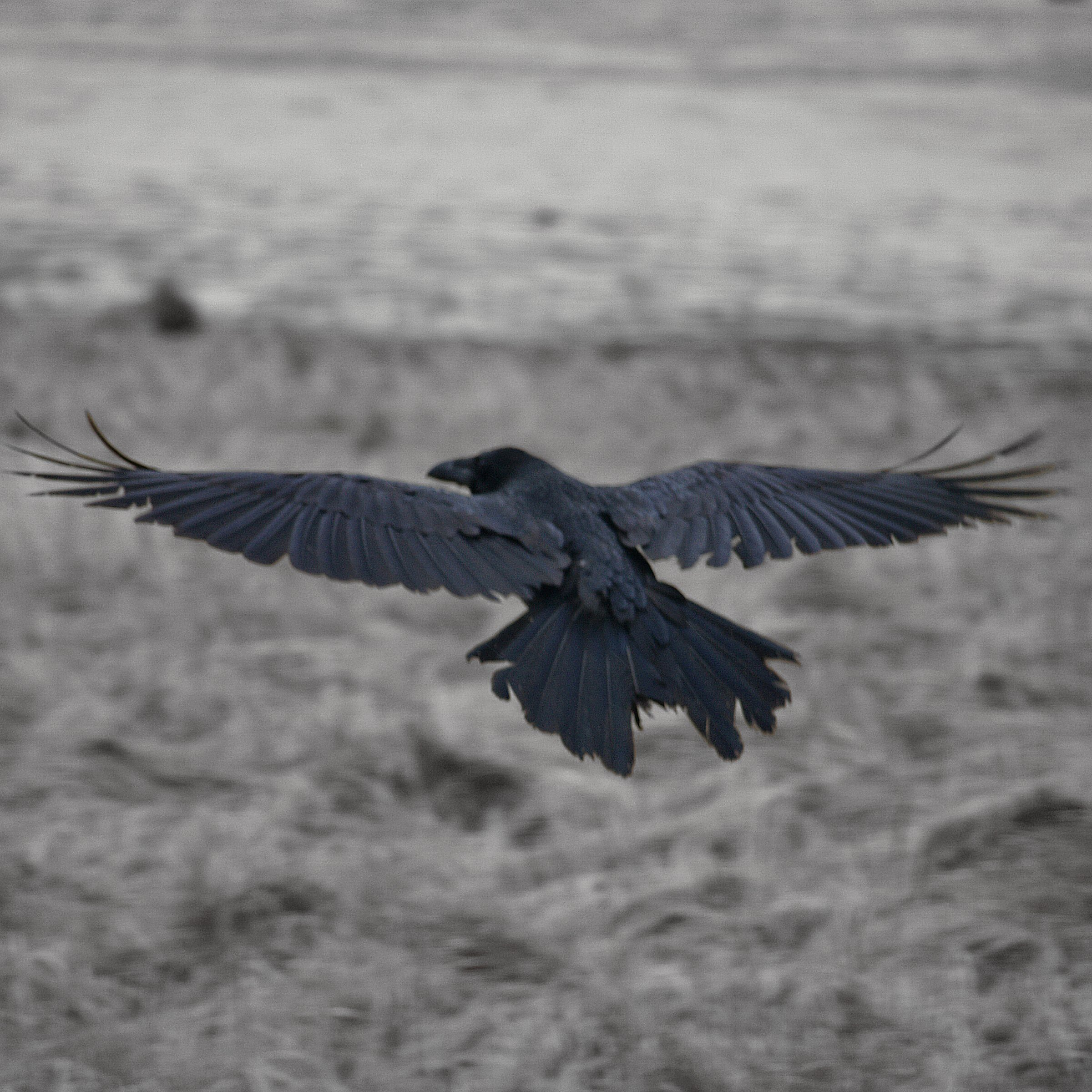
En korp, C. c. varius, i flykt över Seltjarnarnes på Island.

Korpen var en av de många arter som ursprungligen beskrevs av Carl von Linné i hans verk Systema Naturae från 1758 och den bär fortfarande sitt ursprungliga vetenskapliga namn Corvus corax. Den är typart för släktet Corvus, som härstammar från det latinska ordet för "korp".  Artepitetet corax kommer från det grekiska κόραξ, ordet för "korp" eller "kråka".
Dess närmaste släktingar är ökenkorp (Corvus ruficollis), svartvit kråka (Corvus albus) i Afrika och chihuahuakorp (Corvus cryptoleucus) i sydvästra Nordamerika. Antalet erkända underarter varierar bland de taxonomiska auktoriteterna. Listan nedan med åtta underarter följer Clements et al med kommentarer om avvikelser:

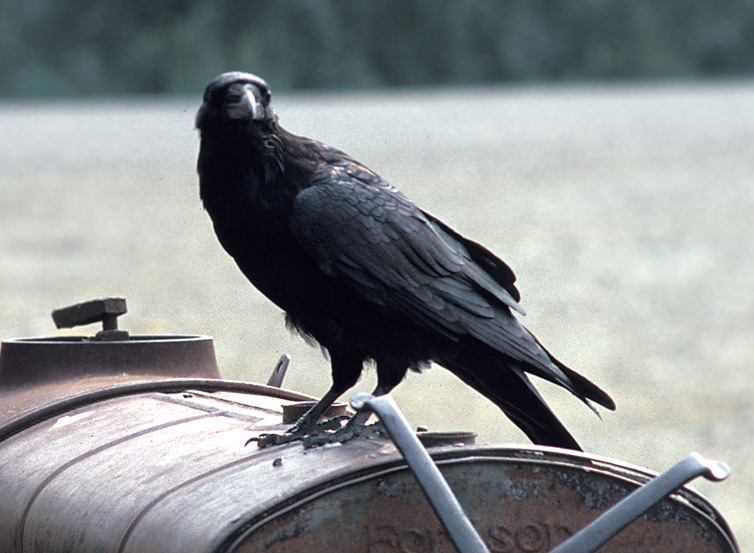
Den nordamerikanska underarten C. c. principalis.

- europeisk korp[30] Corvus corax corax (inklusive hispanus[31]), nominatformen, häckar i hela Europa, på öarna i Medelhavet, och österut genom Sibirien till Jenisejfloden och Bajkalsjön. Den har en relativt kort, böjd näbb.
- Corvus corax varius häckar i Nordatlanten på Färöarna och Island. Den är mindre glansig än C. c. principalis eller nominatformen corax, är mellanstor och basen av dess nackfjädrar är vitaktig.
- Corvus corax tingitanus (inklusive canariensis[31]) häckar på Kanarieöarna, i Marocko, norra Algeriet, Tunisien, norra Libyen och norra Egypten. Den är den minsta underarten, med de kortaste nackfjädrarna och med distinkt oljig fjäderglans. Dess näbb är kort, men tydligt kraftig, och culmen är kraftigt böjd. Fjädrarna bleknar till mörkbrunt på huvudet och kroppen när de är slitna.
- Corvus corax subcorax (inklusive laurencei[31]) häckar i östra Grekland, på Kreta och i ett område från Turkiet österut genom Irak, Iran, Afghanistan och Pakistan till Punjab i nordvästra Indien, och i Uzbekistan, Turkmenistan, Kirgizistan, Tadzjikistan och Xinjiang i Kina, dock inte i Himalayaområdet. Den är större än nominatformen, men har relativt korta fjädrar på strupen. Dess fjäderdräkt är generellt helsvart, men halsen och bröstet har en brunaktig ton, liknande den hos ökenkorp. Detta blir tydligare när fjäderdräkten är sliten. Halsfjädrarnas bas är ofta nästan vitaktig, fastän de har något varierande färg.
- Corvus corax tibetanus i bergskedjor kring Tibet. Det är den största och glansigaste underarten, med de längsta nackfjädrarna. Dess näbb är stor, men inte lika imponerande som hos C. c. principalis, och fjädrarna på halsen har gråa baser.
- Corvus corax principalis, häckar i norra Nordamerika och på Grönland. Den har stor kropp och den största näbben, högglansig fjäderdräkt och välutvecklade nackfjädrar.
- Corvus corax sinuatus (inklusive clarionensis[31]) häckar i västra USA söderut till Nicaragua. Den är mindre och har mindre och smalare näbb än C. c. principalis.
- Corvus corax kamtschaticus, förekommer i nordöstra Asien. Övergången mellan nominatunderarten och C. c. kamtschaticus är klinal i Bajkalområdet och storleksmässigt ligger den mellan C. c. principalis och C. c. corax och den har en distinkt större och tjockare näbb än nominatformen.

Det finns även vissa urskiljbara populationer som inte har underartsstatus eller vilka är under diskussion, som exempelvis de nordamerikanska behringianus. I Gamla världen finns det ett 15-tal urskiljbara former av korp.

### Evolutionshistoria
Korpen utvecklades i Gamla världen och korsade landbryggan vid nuvarande Berings sund till Nordamerika. Nyliga genetiska studier, där man undersökte DNA från korpar runt om i världen, har visat att fåglarna kan indelas i åtminstone två klader: en kalifornisk klad, som bara återfinns i sydvästra USA, och en holarktisk klad, som återfinns i resten av norra halvklotet. Fåglar från båda klader ser likadana ut, men grupperna är genetiskt åtskilda och började skiljas åt för omkring två miljoner år sedan.
Resultaten tyder på att korpar från övriga USA är närmare släkt med korpar i Europa och Asien än med dem i den kaliforniska kladen, och att korpar i den kaliforniska kladen är närmare släkt med chihuahuakorp (Corvus cryptoleucus) än med dem i den holarktiska kladen. Korpar i den holarktiska kladen är närmare släkt med svartvit kråka (Corvus albus) än med den kaliforniska kladen. Därmed anses arten korp vara parafyletisk.
En förklaring till dessa förvånande genetiska resultat är att korpar blev bofasta i Kalifornien för minst två miljoner år sedan och blev åtskilda från sina släktingar i Europa och Asien under en istid. För en miljon år sedan utvecklades en grupp från den kaliforniska kladen till en ny art, chihuahuakorpen. Andra medlemmar av den holarktiska kladen anlände senare i en separat invandring från Asien, kanske vid samma tid som människorna.
En nyligen utförd studie av mitokondriellt DNA från korpar visade att medlemmar av underarten C. c. tingitanus har betydande genetiska skillnader från resten av den holarktiska kladen. Denna underart förekommer bara i Nordafrika och på Kanarieöarna. Studien demonstrerade också att korpar av underarten C. c. tingitanus inte fortplantar sig med individer av andra underarter.

## Ekologi
Korpar färdas vanligen i par, men ungfåglar kan bilda flockar. Det förekommer ofta gräl i relationer mellan korpar, men de uppvisar också stor tillgivenhet till sina familjer. Till skillnad från kajor, skator och kråkor är korpar relativt skygga.

### Biotop och häckning

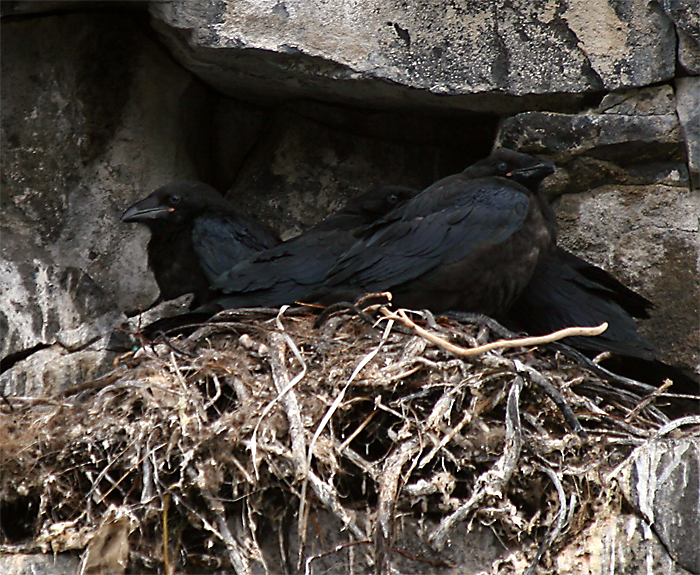
Unga korpar på ett bo - Hvítserkur, Island.

De flesta korpar föredrar skogsområden, med stora öppna ytor i närheten, eller kustområden för sina häckningsplatser och födoplatser. I vissa områden med tät mänsklig bebyggelse, som i Kalifornien i USA, drar de nytta av riklig tillgång på föda och har ökat kraftigt i antal.
Ungfåglar börjar uppvakta varandra mycket tidigt, men bildar inte alltid par förrän efter ytterligare två eller tre år. Viktiga beteenden inom uppvaktningen är luftakrobatik, uppvisande av intelligens och förmåga att finna föda. När paret har bildats, brukar de bo tillsammans hela livet, vanligen på samma ställe. Sexuell otrohet har observerats bland korpar, av hanar som besöker en honas bo när hennes partner är borta.

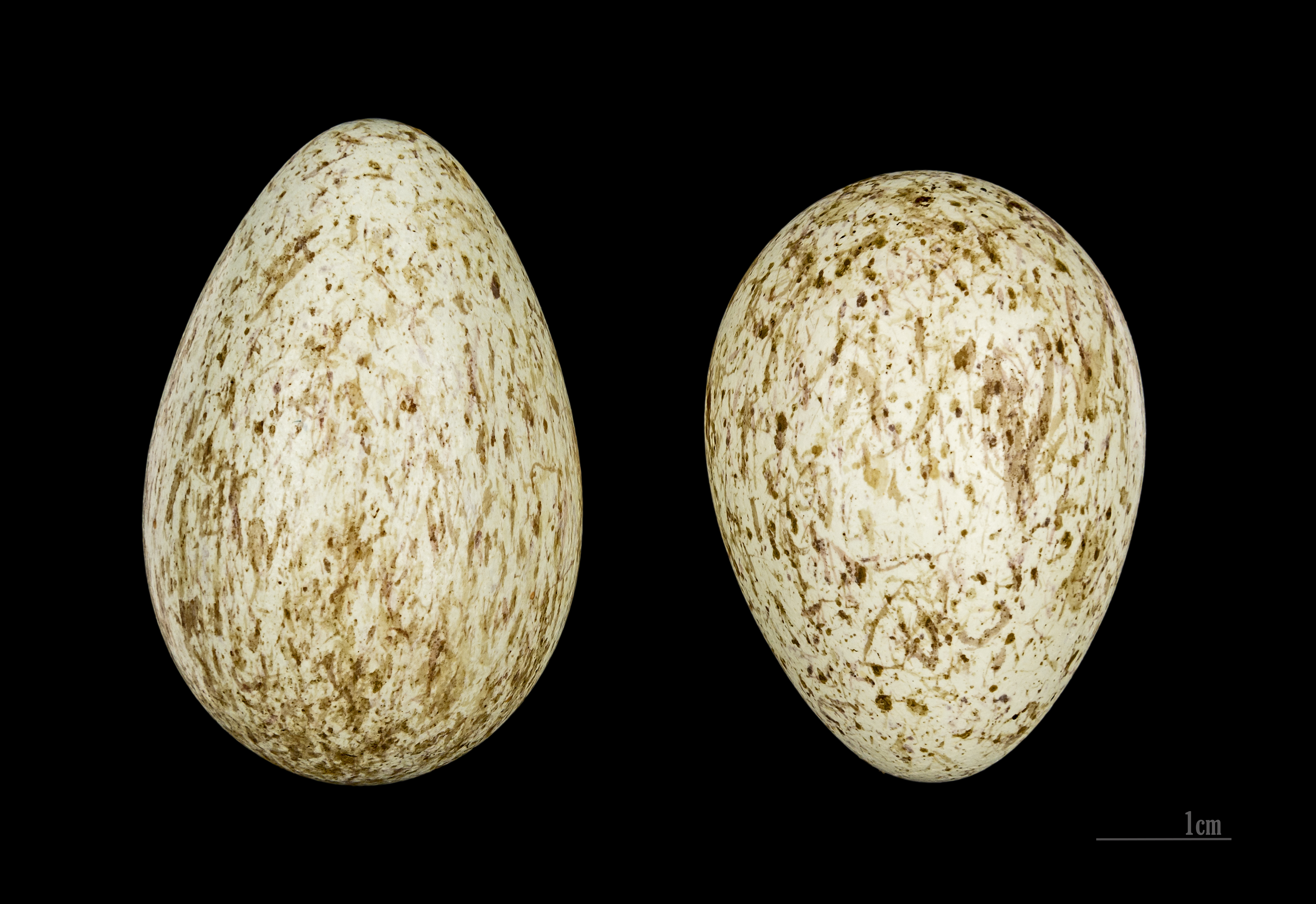
Korpägg
(Corvus corax).

Häckande par måste ha ett eget territorium innan de börjar bygga bo och para sig, och försvarar därför aggressivt ett territorium och dess tillgång på föda. Territoriets storlek varierar beroende på hur tätt fördelad tillgången på föda är i området. Boet är en djup skål av stora pinnar och kvistar som binds ihop med ett inre skikt av rötter, lera och bark och fodras med ett mjukare material, såsom hjortpäls. Boet placeras vanligen i ett stort träd eller på en klipphylla, eller mindre ofta i gamla byggnader eller telefonstolpar.
Honan lägger tre till sju blekt blågröna, brunfläckiga ägg. Äggen ruvas i ungefär 18 till 21 dagar av honan ensam. Hanen kan dock stå eller huka sig över ungarna och skydda dem, utan att egentligen ruva dem. Ungarna blir flygga efter 35 till 42 dagar, och utfodras av båda föräldrarna. De stannar hos föräldrarna i ytterligare sex månader efter det att de blivit flygga.
I större delen av utbredningsområdet börjar äggläggningen i slutet av februari. I kallare klimat sker det senare, till exempel i april i Grönland och Tibet. I Pakistan sker äggläggningen i december.

### Föda

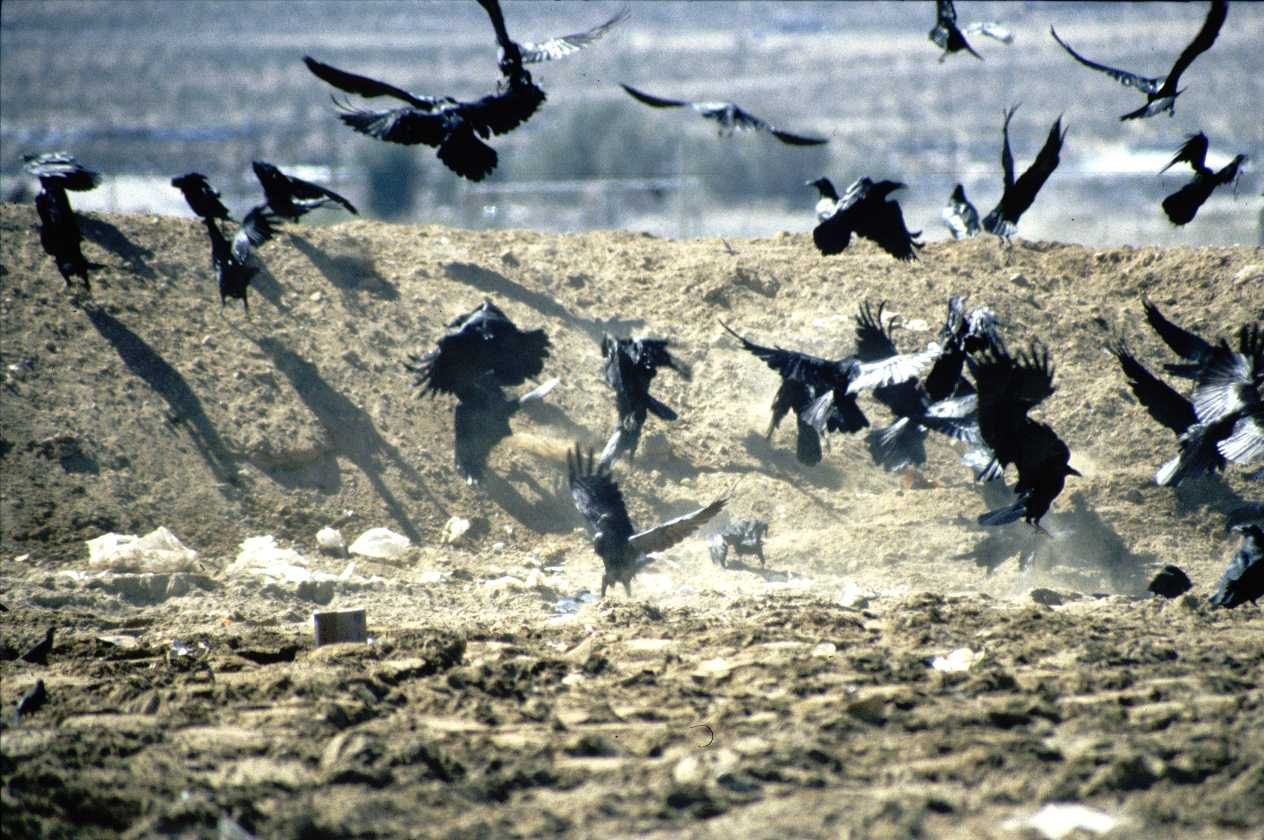
En flock korpar som födosöker på en soptipp.

Korpar är allätare och synnerligen opportunistiska. Deras kost kan variera avsevärt efter läge, årstid och serendipitet. Exempelvis visade en studie att ungefär hälften av energibehovet hos korpar som födosökte på tundra i norra Alaska utgjordes av bytesdjur, främst åkersorkar, och hälften av as, främst från ren och fjällripa.
På vissa platser är de främst asätare som äter kadaver, men även de asbaggar (Silphidae) och larver, ofta kallade likmaskar, vilka frodas i as.   
Bland den växtföda som äts av korpar finns spannmål, bär och frukt. De jagar ryggradslösa djur, groddjur, kräldjur, små däggdjur och fåglar. Korpar kan också förtära osmälta delar av djurs avföring och människors matavfall. De lagrar överskottsmat, särskilt sådant som innehåller fett, och lär sig att gömma sådan föda från andra korpar. De plundrar också andra arters matförråd, såsom fjällrävens. På vintern kan de även slå följe med varg för att äta resterna efter slagna djur.
Hos korpar med god tillgång till mänskligt matavfall utgör denna typ av föda en större andel av fågelns kost, fåglar som bor nära vägar äter fler överkörda ryggradsdjur, och korpar som lever långt från dessa typer av födokällor äter mer leddjur och växtmaterial. De korpar som har mänskligt avfall som födokälla har större framgång med att föda upp flygfärdiga ungar. En studie som genomfördes 1984–1986 av korpars kost i sydvästra Idaho, vilket är en jordbruksregion, visade däremot att spannmål var den huvudsakliga beståndsdelen i spillningen, men att även små däggdjur, gräshoppor, boskapskadaver och fåglar ingick som föda. Huruvida flockar av korpar attackerar nyfödda ungar av större däggdjur som renkalv och lamm, exempelvis genom att hacka ut deras ögon, är mycket omdiskuterat och ännu föreligger inga ovedersägliga bevis för dessa utsagor.
Ett beteende hos unga korpar är värvning, vilket innebär att dominanta juvenila individer kallar andra korpar till ett matfynd, vanligen ett kadaver, med en serie högljudda skrik. I Ravens in Winter från 1989 antog Bernd Heinrich att detta beteende utvecklats för att ungfåglarna ska vara fler än de bosatta adulta fåglarna, och därmed tillåta dem att äta av kadavret utan att bli bortjagade. En annan möjlig förklaring är att individer samarbetar i att dela information om as från större däggdjur därför att de är för stora att äta för ett litet antal fåglar.

### Intelligens

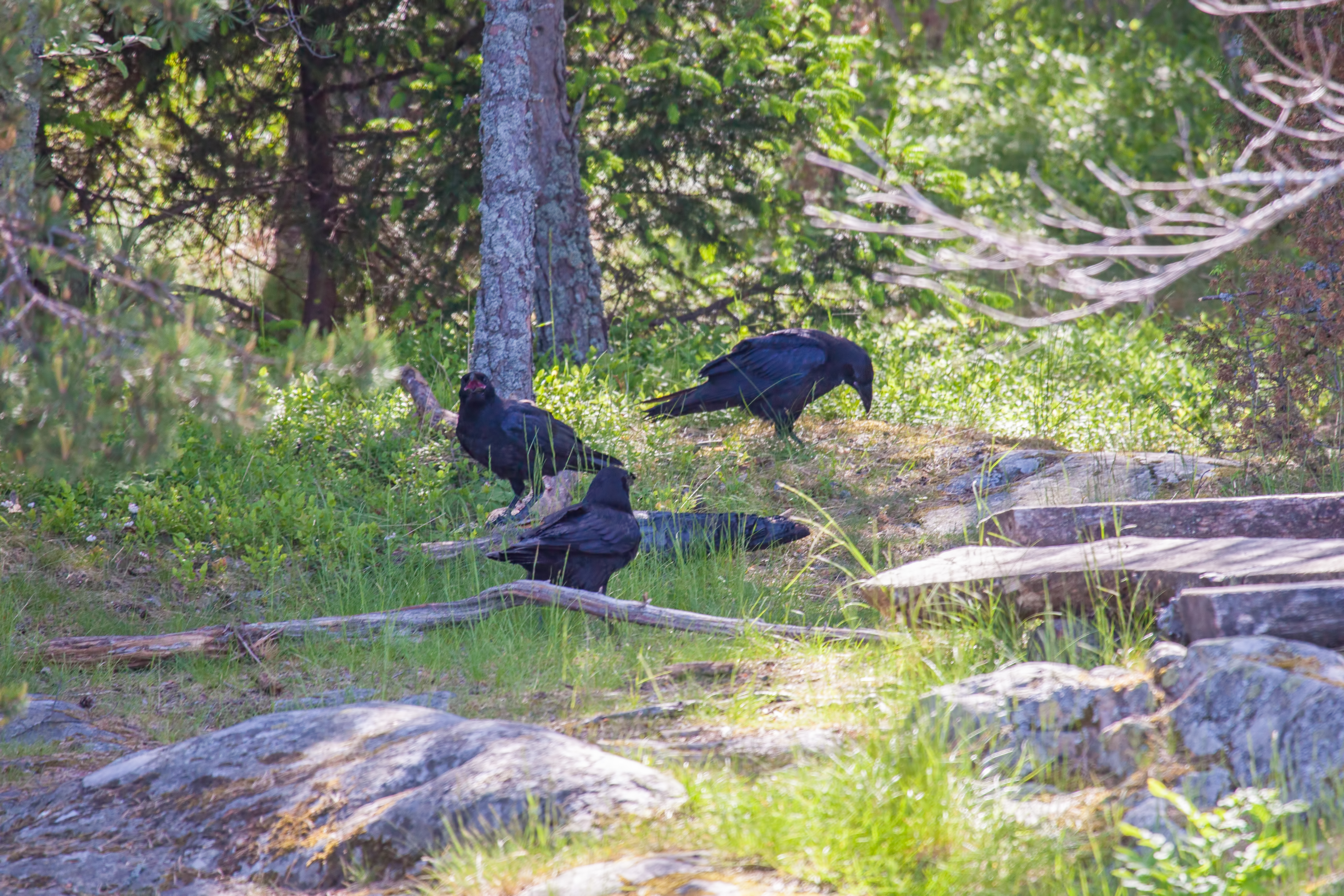
Grupp av korpar samlade runt död korp.

Korpar har bland de största hjärnorna av alla fågelarter. Liksom hos andra kråkfåglar finns anekdotiska observationer av anmärkningsvärda bedrifter i fråga om problemlösning, vilket har lett till uppfattningen att fåglarna har hög intelligens. Vetenskapsmännen är dock osäkra på omfattningen av deras andra kognitiva processer, såsom imitation och insikt.
Ett experiment som utformades för att utvärdera insikts- och problemlösningsförmåga involverade en bit kött som var fäst vid ett snöre som hängde från en pinne. För att nå maten behövde fågeln stå på pinnen, dra upp snöret en bit i taget och ställa sig på öglorna för att gradvis förkorta snöret. Fyra av fem korpar lyckades så småningom och "övergången från ingen framgång (att strunta i maten eller enbart rycka i snöret) till konstant pålitlig tillgång (att dra upp köttbiten) skedde utan någon påvisbar trial and error-inlärning".
Man har observerat att korpar har manipulerat andra till att utföra arbeten åt dem, som att locka vargar och prärievargar till platsen för döda djur. Hunddjuren öppnar kadavret och gör det därmed lättare tillgängligt för fåglarna. De ser efter var andra korpar gömmer sin föda och kommer ihåg var de har placerat sina födogömmor, så att de kan stjäla från dem. Sådana matstölder sker så ofta att korpar flyger extra långa avstånd från födokällor för att hitta bättre gömställen för maten. Man har också observerat korpar som har låtsats göra ett gömställe utan att faktiskt lägga maten där, förmodligen för att förvirra åskådare.
Korpar är kända för att stjäla och gömma glänsande föremål som småstenar, metallbitar, silverskedar från trädgårdsbord, smycken och liknande. En teori är att de samlar på sig glänsande föremål för att imponera på andra korpar. Annan forskning tyder på att ungfåglar är mycket nyfikna på alla nya saker, och att korpar fortsätter att vara lockade av ljusa, runda föremål på grund av deras likhet med fågelägg. Adulta fåglar förlorar dock intresset för ovanliga saker och blir istället neofobiska, det vill säga, mycket avvaktande inför okända ting.
Under senare år har biologer börjat inse att fåglar ägnar sig åt lek. Juvenila korpar är bland de mest lekfulla av alla fågelarter. De har observerats glida ned för snödrivor, till synes enbart för nöjes skull. De leker till och med tillsammans med andra arter, som att leka "fånga mig om du kan" med vargar och hundar. Korpar är kända för spektakulära akrobatiska uppvisningar, som att flyga i loopar.

## Korpen och människan

### Status och hot
Korpar har mycket stor utbredning och riskerar inte utrotning. I vissa delar av deras utbredningsområde har populationen lokalt minskat på grund av habitatförlust och direkt förföljelse. I andra områden har de ökat dramatiskt i antal och blivit skadedjur i jordbruket. Korpar kan göra skada på grödor som nötter och säd. Huruvida flockar av korpar attackerar nyfödda ungar av större däggdjur som renkalv och lamm, exempelvis genom att hacka ut deras ögon, är mycket omdiskuterat och ännu föreligger inga ovedersägliga bevis för dessa utsagor. Dock har liknande misstankar lett till krav och ibland även beslut om minskade populationer av korp.
I västra Mojaveöknen har mänsklig bosättning och markutveckling lett till en uppskattat 16-faldig ökning i korppopulationen på 25 år. Städer, soptippar, reningsverk och konstgjorda dammar skapar källor till föda och vatten för korpar. Korparna finner också boplatser i telefonstolpar och prydnadsträd, och dras till trafikdödade djur på vägar. Den explosionsartade ökningen i korppopulationen i Mojave har väckt oro för ökengoffersköldpaddan, som är en utrotningshotad art. Korparna jagar unga sköldpaddor, som har mjuka skal och rör sig långsamt. För att kontrollera populationen har man skjutit och fångat fåglar, samt verkat för att minska mängden tillgängliga sopor. På många platser runt om i världen, under långa tider har det förekommit skottpengar på korp, exempelvis i Finland där det förekom från mitten av 1700-talet fram till 1923. Utgallring har skett i begränsad omfattning i Alaska, där populationsökningen av korp hotar den sårbara alförrädaren.

### Kulturhistoria

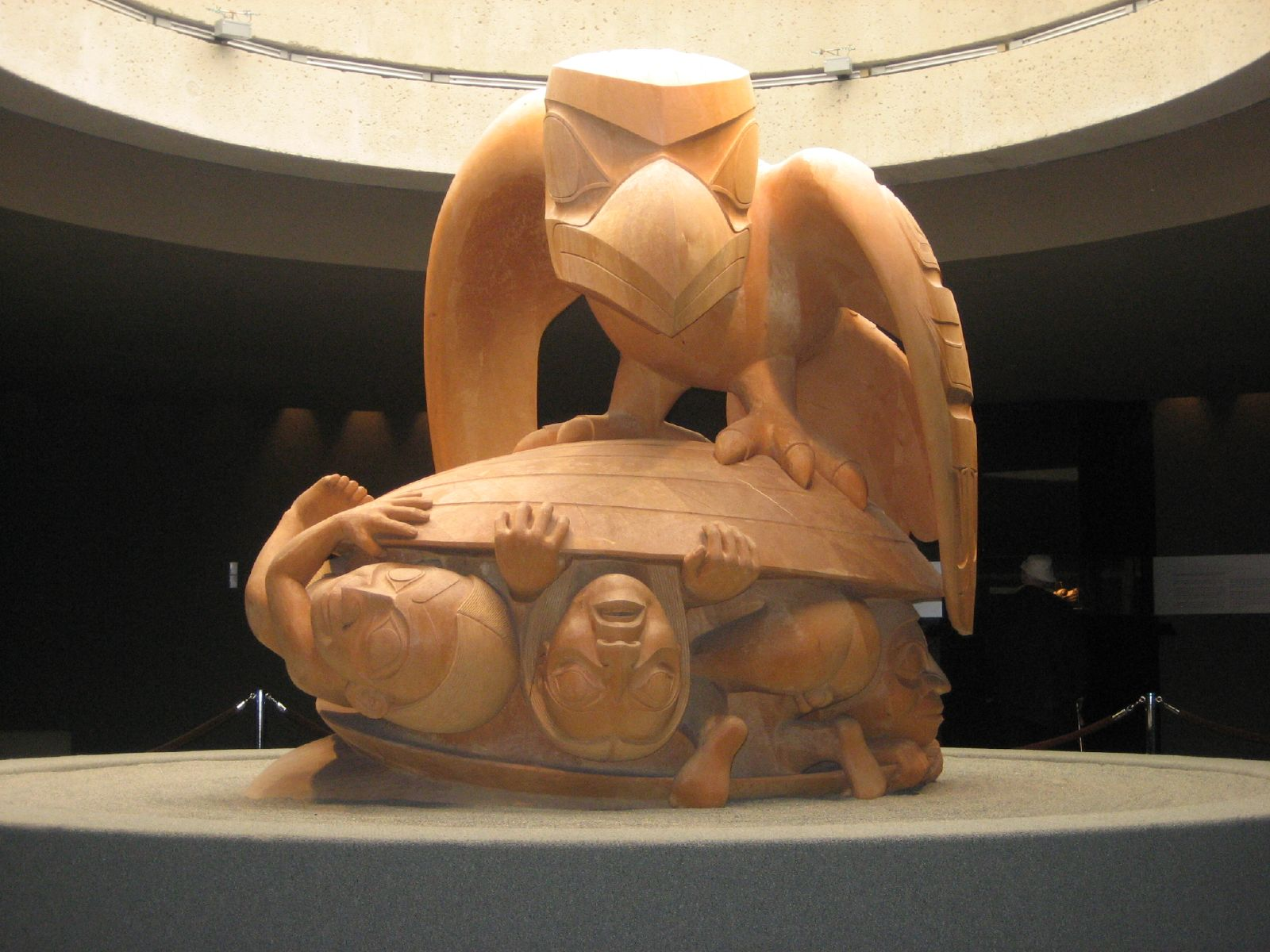
Bill Reids skulptur The Raven and The First Men, som visar en del av en skapelsemyt hos haidafolket. Museum of Anthropology, University of British Columbia.

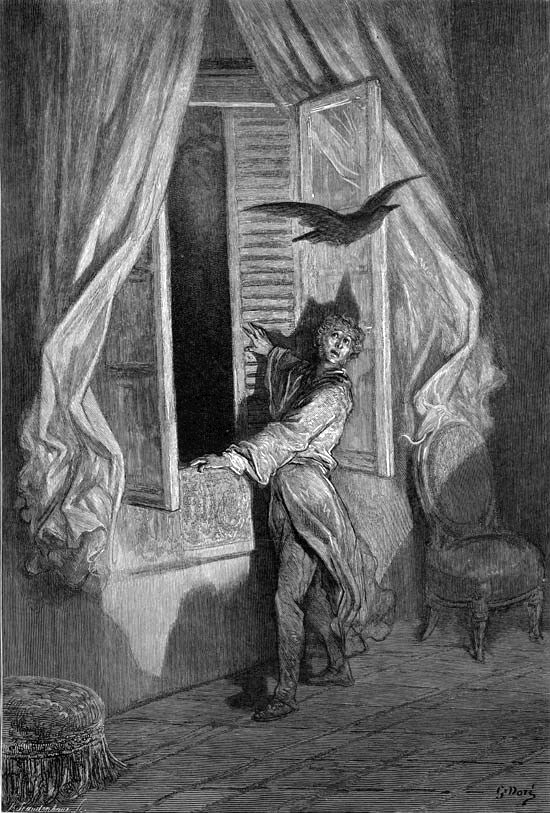
Illustration av Gustave Doré till Edgar Allan Poes dikt Korpen.

I hela dess utbredningsområde på norra halvklotet, och genom mänsklighetens historia, har korpen varit en kraftfull symbol och ett populärt ämne i mytologi och folklore. 
Korpen är en av de mest mytomspunna fåglarna. Förmodligen beror det på korpens svarta blänkande färg, asätande, säregna läte och dess rykte för "klokhet". Den har länge ansetts som en olycksbådande fågel och förknippats med döden. Som asätare som var känd för att äta människor som dött i krig eller avrättats blev korpen förknippad med de döda och med förlorade själar. I Sverige finns föreställningen om nattramnar, korpar som är spöken efter självmördare eller mördade människor som inte fått en kristen begravning, och i Tyskland en föreställning om korpar som de fördömdas själar.
Många inhemska folk vid Nordamerikas nordvästra kust vördade korpen som en gud. I tlingit- och haidakulturerna var korpen både trickster och skapargud. I nordisk mytologi ansågs att korparna Hugin och Munin satt på guden Odens axlar och såg och hörde allt, och ett korpbaner bars av exempelvis de nordiska jarlarna av Orkney, kung Knut den store av England, Norge och Danmark, och Harald Hårdråde. På hjälmar och sköldar från Vendeltiden finns ibland korpmotiv. Korpar omnämns flera gånger i Gamla testamentet i Bibeln och är en aspekt av Mahakala i bhutansk mytologi.
På Brittiska öarna var korparna också symboliska för kelterna. I irländsk mytologi satte sig gudinnan Morrígan på hjälten Cú Chulainns axel i form av en korp efter hans död. I walesisk mytologi var korpar förknippade med guden Bran, vars namn betyder "korp". Enligt Mabinogion begravdes Brans huvud i London som en talisman mot invasion. En legend utvecklades senare om att England inte skulle falla för en främmande inkräktare så länge som det fanns korpar i Towern i London. Fastän detta ofta tros vara en gammal tro har sentida forskning inte kunnat påvisa något spår av legenden före 1800-talet, och den anses numera vara ett romantiskt viktorianskt påhitt med inspiration från legenden om Bran. Faktiskt har Towern varit utan korpar under långa perioder i historien, och de återinfördes senaste gången efter andra världskriget. Regeringen håller nu flera fåglar på Towerns ägor, antingen som försäkring eller för att roa turister (eller bådadera). Dessa fåglar blir vingklippta för att de inte skall kunna flyga iväg. 
Liksom i traditionell mytologi och folklore förekommer korpen ofta i mer modern litteratur, som exempelvis i William Shakespeares verk, och kanske mest bekant i Edgar Allan Poes dikt "Korpen" (The Raven). Korpar förekommer också i verk av Charles Dickens, J. R. R. Tolkien, Stephen King med flera. Den används fortfarande som symbol i områden där den tidigare hade mytologisk status: som nationalfågel i Bhutan, i Isle of Mans vapen, och som symbol för laget Baltimore Ravens i amerikansk fotboll. Den är Dalslands landskapsdjur och landskapsfågel.